# دردار جلوزي الأوراق
دردار جلوزي الأوراق (الاسم العلمي: Ulmus corylifolia) هو نوع نباتي يتبع جنس الدردار من فصيلة الدردارية.